# Paul Touvier
Pour les articles homonymes, voir Touvier.
Paul Touvier, né le 3 avril 1915 à Saint-Vincent-sur-Jabron (Basses-Alpes) et mort le 17 juillet 1996 à la prison de Fresnes (Val-de-Marne), est un ancien agent antisémite et collaborationniste du régime de Vichy. Il est condamné à mort en 1946 et en 1947 pour un des nombreux crimes commis en tant que chef du 2e service (« documentation », c'est-à-dire le renseignement) de la Milice lyonnaise durant l'occupation de la France par l'Allemagne nazie, dont l'exécution de sept Juifs au cimetière de Rillieux.
Fugitif, il est gracié en 1971 par le président Georges Pompidou, mais des plaintes pour crimes contre l'humanité imprescriptibles étant déposées contre lui dès 1973, il repart en cavale dans des réseaux catholiques, que décrira en 1992 l'ouvrage Paul Touvier et l'Église dirigé par l'historien René Rémond. Il est finalement arrêté en 1989, jugé et condamné en 1994 à la réclusion criminelle à perpétuité. Il est le premier jugé, de nationalité française condamné pour crimes contre l'humanité.

## Biographie

### Jeunesse
Issu d'une famille savoyarde catholique et nationaliste, Paul Claude Marie Touvier est le fils aîné des onze enfants (cinq garçons, six filles) de François Touvier (militaire pendant dix-huit ans, puis percepteur) et d'Eugénie Roumeau, qui meurt en 1931 en mettant au monde son dernier enfant. Paul Touvier quitte l'institution Saint-François-de-Sales de Chambéry à 16 ans pour un emploi d'expéditionnaire au PLM à Ambérieu. Le 4 septembre 1937, il épouse une jeune Chambérienne, Joséphine Charlety, la fille d'un franc-maçon. Il a avec elle des jumeaux, Josette et François, le 18 mai 1938 mais sa femme meurt le 20 juin 1938 et Josette le 22 août de la même année.
Il s'engage au sein du Parti social français, une formation de droite nationaliste conservatrice dirigée par François de La Rocque.
À la veille de la Seconde Guerre mondiale, il vit à Chambéry.

### Seconde Guerre mondiale
Au sein de la 8e division d'infanterie nord-africaine, Paul Touvier participe à la guerre où, à la suite du bombardement de Château-Thierry, il est retrouvé errant.
Il revient en 1940 à Chambéry et adhère à la Légion française des combattants en octobre, en tant que responsable de quartier. La vie de Touvier prend un nouveau cours avec la création du Service d'ordre légionnaire (SOL) et de la Milice dans lesquels son engagement répond, pour l'historien René Rémond, à un désir réel d'ascension sociale, mais surtout à ses convictions idéologiques.
En mars 1943, il bénéficie du premier stage de l'École des cadres d'Uriage où sont détectées ses qualités de policier. Il est chargé du deuxième service de la Milice en Savoie. Son zèle à monter des expéditions punitives contre des établissements de sympathies gaullistes lui permet d’être remarqué.
De la Savoie, Touvier est appelé à Lyon où il est équipier national, chef régional de la Milice (couvrant dix départements), inspecteur national et en janvier 1944 chargé de mission au secrétariat d'État au Maintien de l'ordre. La politique et la police politique apportent à Touvier la réussite sociale. Chef régional du deuxième service de la Milice à Lyon en 1944 et antisémite, il participe activement à la persécution des Juifs et à la lutte contre les résistants.

#### Assassinat d'Hélène et Victor Basch

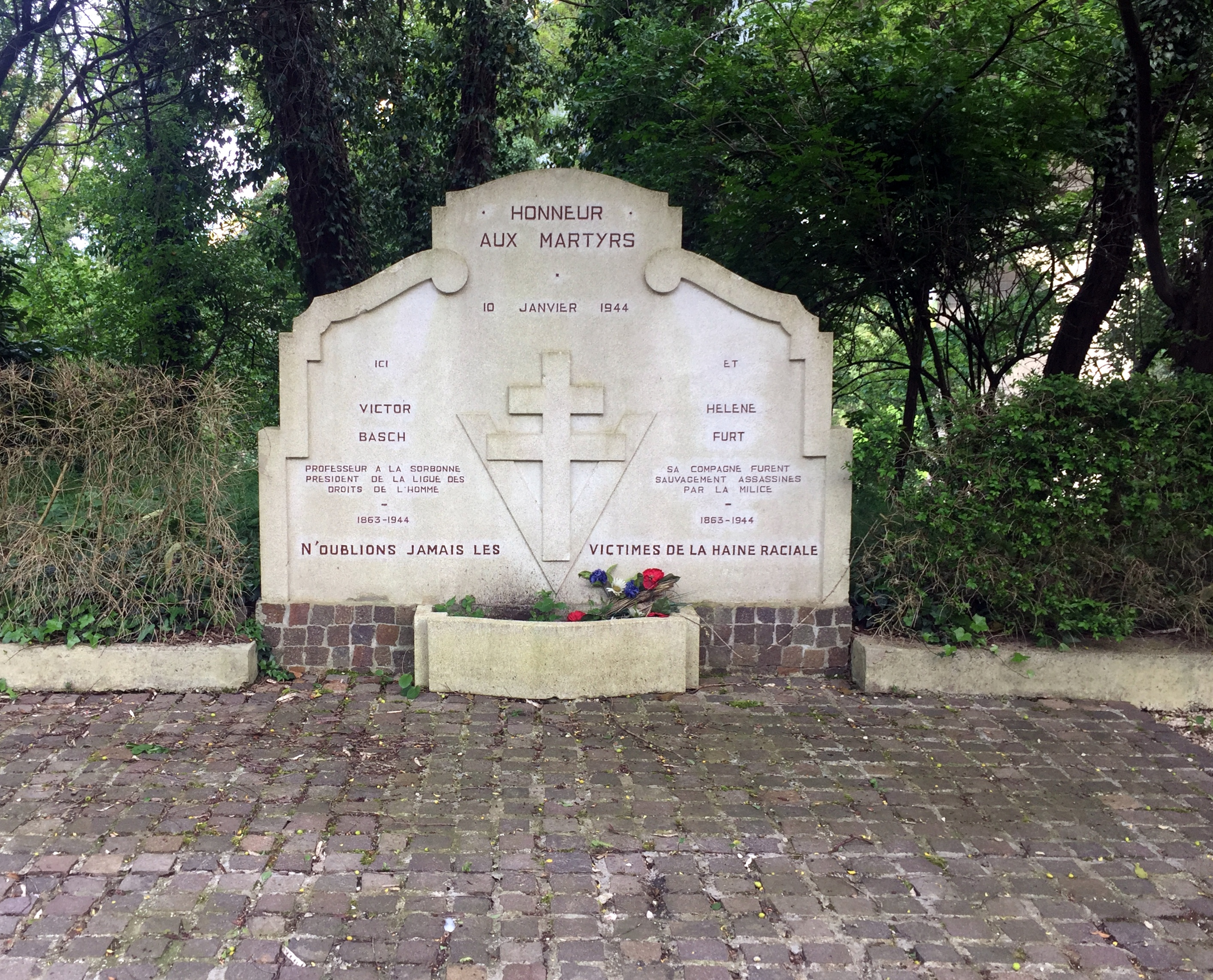
Mémorial Hélène et Victor Basch.

Le 10 janvier 1944, la Milice française, dont Paul Touvier dirige le deuxième service, arrête à son domicile de Caluire-et-Cuire Victor Basch (président de la Ligue des droits de l'homme, alors âgé de 80 ans) et son épouse Hélène. Paul Touvier assiste à l'arrestation. Hélène et Victor Basch sont assassinés à Neyron par Lécussan (chef régional de la Milice) et Gonnet. Sur le corps de Victor Basch est retrouvé un écriteau laissé par les miliciens sur lequel était inscrit :

« Terreur contre terreur. Le juif paie toujours. Ce juif paye de sa vie l'assassinat d'un National. À bas De Gaulle-Giraud. Vive la France. »

— Comité national anti-terroriste, région lyonnaise

#### Exécution des otages de Rillieux-la-Pape
Paul Touvier infiltre la Résistance, interroge des prisonniers, dirige des rafles, pille des biens et venge l’exécution de Philippe Henriot en faisant fusiller à Rillieux-la-Pape le 29 juin 1944 sept Juifs qu'il a personnellement choisis sur une liste de détenus. Ce crime vaudra à Paul Touvier une condamnation pour complicité de crimes contre l'humanité.
Devenu le « chef Touvier », il fréquente l'abbé Stéphane Vautherin, qui s'invente un titre d'aumônier de la Milice lyonnaise, et qui exerce son ministère auprès des tortionnaires et des torturés. Cependant, Touvier, en dehors de ses relations personnelles avec l'abbé Vautherin, « ne peut se prévaloir à aucun moment ni à aucun titre de relations privilégiées avec l'Église durant cette période ».

#### Antisémitisme

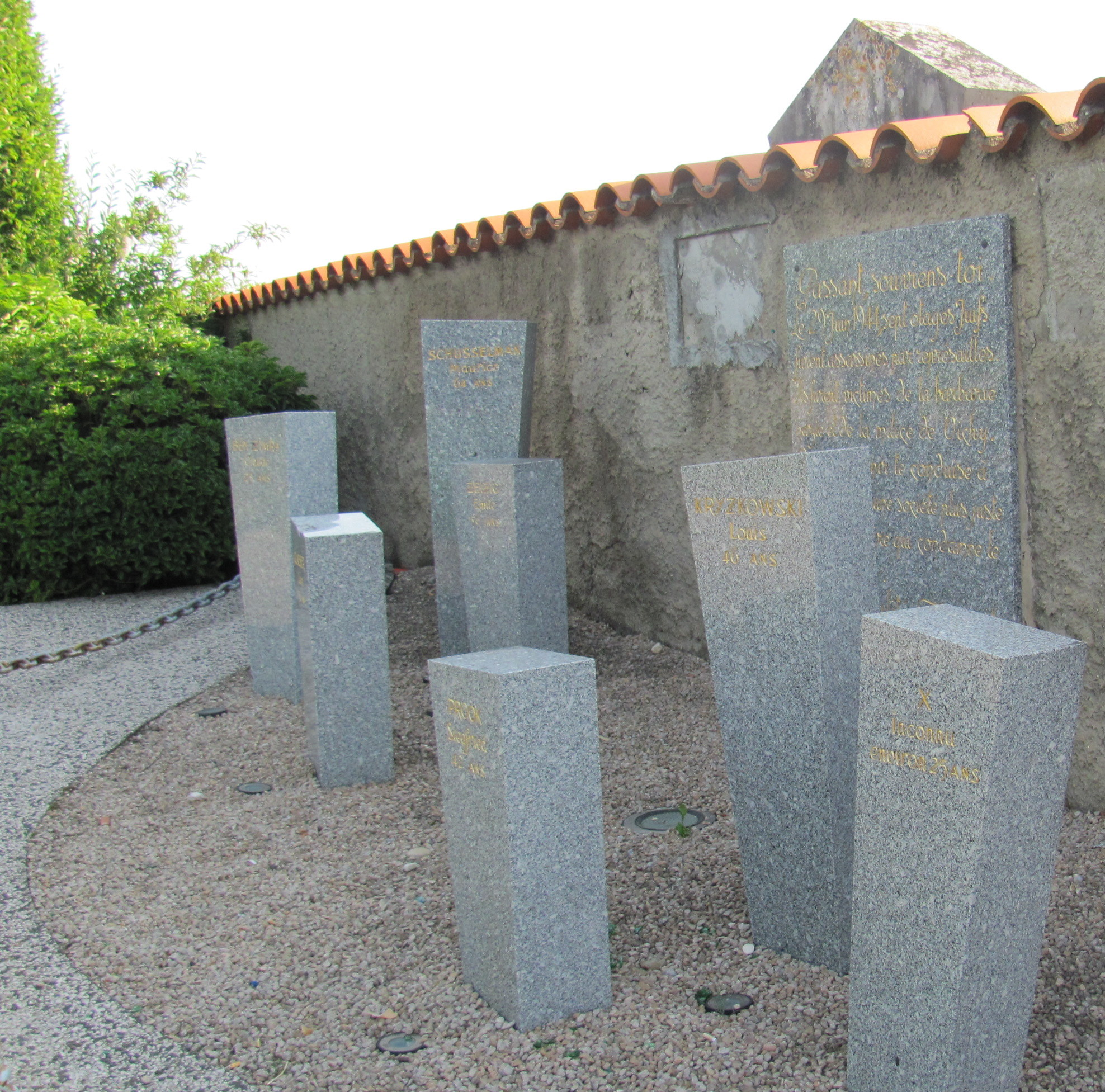
Monument commémoratif de l'assassinat de sept Juifs à Rillieux.

En décembre 1943, à la demande de la Gestapo, Paul Touvier et ses miliciens attaquent une synagogue où se cacheraient des juifs. Sur place ils trouvent seulement un couple de gardiens, ils les arrêtent devant leur jeune fille. Celle-ci identifiera Paul Touvier des années après. Le couple est déporté à Auschwitz, d'où il n'est pas revenu .
Pour Paul Touvier, « les juifs sont lâches », ainsi il explique à un ami en avoir vu le supplier : « Prenez tout ce que nous avons mais laissez-nous la vie ».
Après l’assassinat de Victor Basch et de sa femme, en janvier 1944, Paul Touvier laisse sur les cadavres l’inscription « Le juif paie toujours » . Lors de l'assassinat par la Milice française de sept Juifs au cimetière de Rillieux, le résistant Louis Goudard échappe à l'exécution grâce à Touvier. En effet, celui-ci effectue un « triage » et décide d'épargner le seul prisonnier qui n'était pas juif.
Lors de son procès en 1994, il est révélé un carnet intime de Paul Touvier, pour l'année 1985-1986, avec des annotations sur des personnalités. Ainsi, André Frossard est qualifié de « sinistre commerçant juif ». Après une émission d'Anne Sinclair qui avait invité Élisabeth Badinter, il écrit une « ordure juive TF1 ». Concernant le film Max mon amour avec l'actrice Charlotte Rampling, il est noté en rouge « Cinéma juif ». Pour sa part, Gilberte Duc, son ancienne secrétaire en 1944, décrit Touvier comme « hautain, dur, cassant, orgueilleux, antisémite » ,. Son ancien chauffeur, Jean-Lucien Feuz, cite Paul Touvier après l'assassinat du couple Basch : « Nous les avons eus, ces sales Juifs. » .

### La Libération et première cavale
En août 1944, Paul Touvier reste au siège de la Milice à Lyon, 5 impasse Catelin. Il ne suit pas les Allemands, se croyant protégé grâce à ses contacts avec la Résistance modérée. Il veut jouir d'une petite fortune mal acquise. L'abbé Stéphane Vautherin le conseille et obtient de lui la libération de prisonniers. Durant les mois de juillet et août, Touvier va libérer par petits groupes les prisonniers qui lui sont confiés, pensant ainsi accumuler les actes favorables à la Résistance.
À l'heure de la libération de Lyon, le chef du deuxième service de la Milice sait pourtant ce qui l'attend : lui sont reprochées, entre autres, sa participation à l'assassinat de Victor Basch, président de la Ligue des droits de l'homme, et de sa femme, l'exécution de sept otages juifs à Rillieux-la-Pape, des arrestations, des déportations.
Traqué, Paul Touvier, trouve son premier refuge chez l'abbé Stéphane Vautherin, habitant sur la colline de Fourvière. Celui-ci le cache sous un faux plancher pendant que des résistants fouillent la maison. Touvier réussit à quitter la ville, en emportant, semble-t-il, une somme de 300 000 francs de l'époque provenant du trésor de la Milice lyonnaise.
Durant cette première cavale, Paul Touvier change pour la première fois d'identité et emprunte celle de son beau-frère Albert Gaillard. Une pension de famille (achetée 300 000 francs) offre un abri à Touvier à Montpellier. Il peut y loger sa famille qui est alors composée de son père, ses frères et sœurs, son beau-frère et son fils François, âgé de six ans. Il se retrouve ensuite à Ceignac puis à Boutencourt dans l'Oise, où des membres de sa famille sont arrêtés par les gendarmes. Ceux-ci ne s'intéressent pas à Touvier, lequel présente des papiers au nom de « Claude Trichet », architecte à Valence.

### Double condamnation à mort
Le 10 septembre 1946, Paul Touvier est condamné à mort par contumace par la cour de justice de Lyon (juridiction spéciale mise en place à la Libération), et le 4 mars 1947 à la même peine par la cour de justice de Chambéry.
Le 3 juillet 1947, il est arrêté à Paris, où il a tenté quelques vols à main armée (dont un dans une boulangerie) et comploté avec d'autres rescapés de l'épuration, avant d'être dénoncé. Devant les policiers qui l'interrogent, le double condamné à mort trahit ses amis, dont Stéphane Vautherin. À la fin des interrogatoires, avant d'être expédié devant le peloton d'exécution à Lyon, il profite d'un défaut de surveillance pour s'évader, dans des conditions suspectes donnant à penser qu'il a pu bénéficier de complicités.

### Deuxième cavale

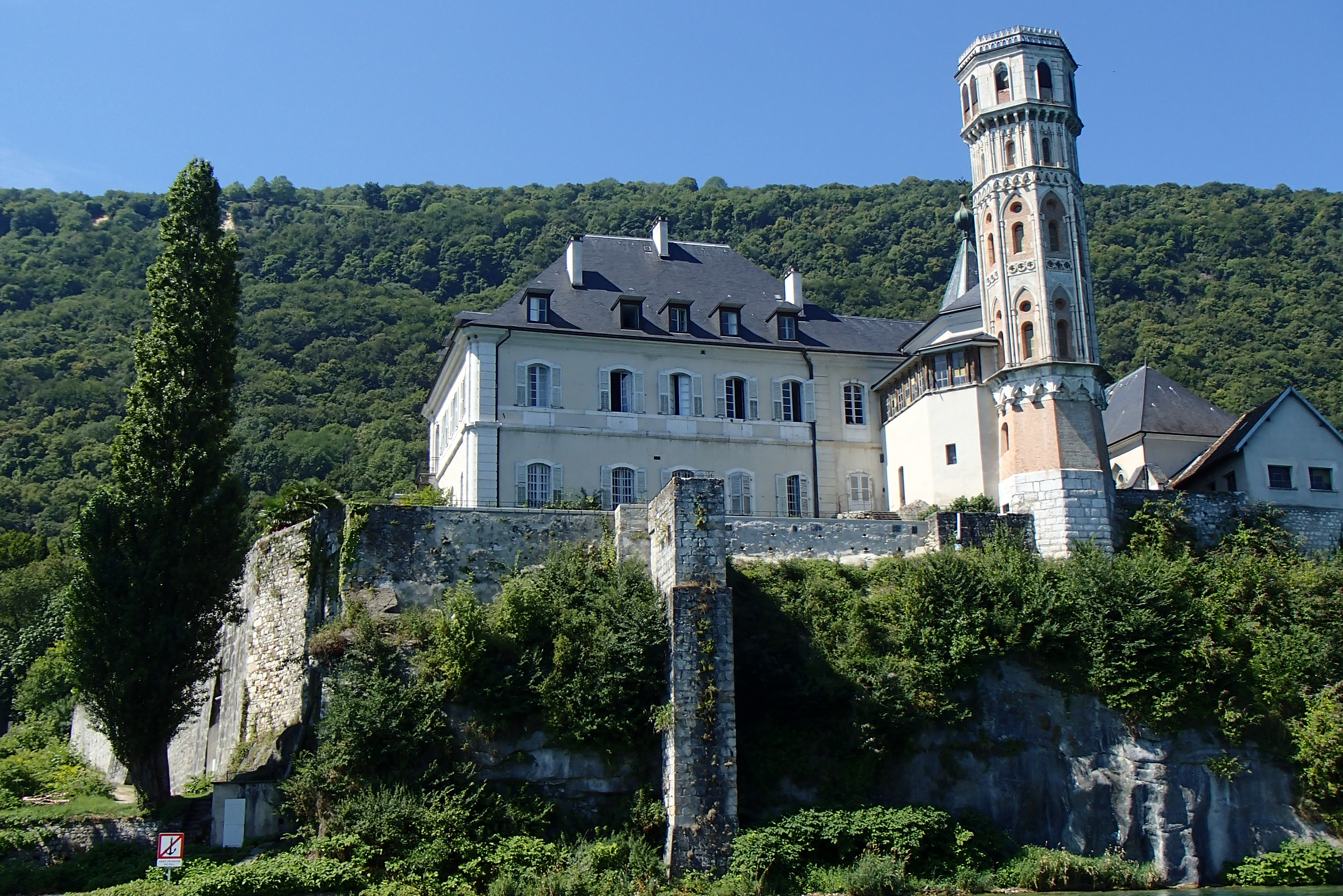
Abbaye d'Hautecombe.

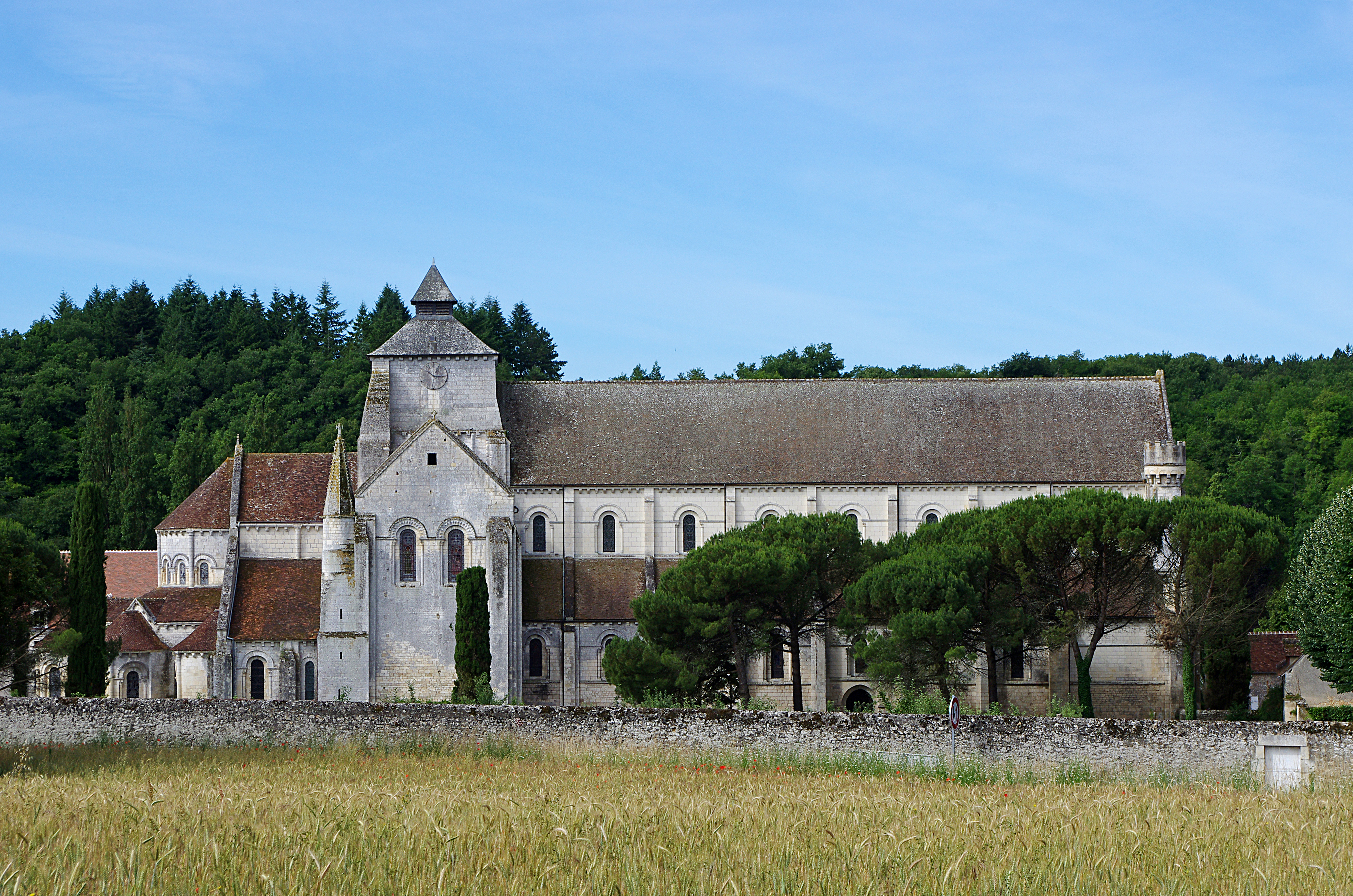
Abbaye Notre-Dame de Fontgombault.

Le fugitif frappe à la porte des églises à Paris : d'abord à Sainte-Clotilde, puis à Saint-François-Xavier et à l'abbaye de la Source, chez le père Olphe-Galliard (bénédictin). On perd sa trace.
En août 1947, à 32 ans, dans une chapelle de la rue Monsieur-le-Prince, il est marié clandestinement par l'abbé Pierre Duben, aumônier des prisons, à une jeune femme de 21 ans, Monique Berthet, qu'il a rencontrée à Paris. Deux enfants naissent : Chantal en 1948 et Pierre en 1950.
Dans les années 1950, il se cache à Chambéry, dans la maison familiale des Charmettes, sous une fausse identité et avec le soutien de certains milieux catholiques. Il y trouve le soutien de l'abbé Tissot, premier vicaire de la cathédrale. Le curé de la paroisse du Sacré-Cœur, le père Eugène Morel-Chevillet, lui apporte aide et assistance. Lorsqu'un danger semble menacer la famille, toujours recherchée, elle trouve refuge auprès du clergé régulier (séjour au couvent des Dominicains d'Éveux, à la chartreuse de Portes, dans l'Ain, l'abbaye Saint-Pierre de Solesmes, dans la Sarthe, etc.).
Il est évoqué des séjours à l'abbaye d'Hautecombe en Savoie : un communiqué a été publié le 29 mai 1989 par le père abbé pour protester contre ces affirmations, indiquant d'une part que Touvier « n'a jamais séjourné à l'abbaye d'Hautecombe, [même s'il] a eu des contacts personnels avec le père Édouard Dupriez, abbé de ce monastère jusqu'en 1978 », et d'autre part que « le père Michel Pascal, actuel abbé d'Hautecombe, et toute la communauté, récemment informée, réprouvent énergiquement les actes dont Paul Touvier est accusé et les idéologies qui les ont suscités. ». En 1992, des historiens, dirigés par René Rémond, remettent le rapport, Paul Touvier et l'Église, au cardinal Albert Decourtray. L'abbaye d'Hautecombe est bien citée dans celui-ci pour appartenir aux « réseaux » de soutiens ecclésiastiques. « Outre Fontgombault, qui maintiendra à Paul Touvier son appui fidèle jusqu'au bout, comme en témoigne la démarche parallèle à celle du prieur de la Grande Chartreuse, Hautecombe et Solesmes complètent le carré des communautés monastiques où le fugitif est accueilli de temps à autre pour des séjours toujours brefs et où il sait pouvoir compter sur des amis sûrs ».
Il rencontre Jacques Brel et travaille pour lui au milieu des années 1960 — sans lui révéler sa véritable identité, se faisant alors appeler « Paul Berthet » —, notamment en produisant avec lui chez Philips (sorti le 27 avril 1967) un disque 33 tours d'éducation sexuelle pour les jeunes, intitulé L'Amour et la Vie,,, et pour lequel Brel lui permet l'utilisation gratuite d'une de ses chansons. Ce disque est alors très bien accueilli par la presse. Brel « apprendra seulement cinq ans plus tard à qui il avait fait confiance » et avec qui il avait tissé, au fil du temps, de réels liens d'amitié.

### Grâce présidentielle
Les années passent, et pour l'ancien condamné à mort, en 1967, arrive l'heure de la prescription de ses condamnations. Il reste cependant sous le coup d'une interdiction de séjour à vie dans la région de Lyon et de la confiscation de tous ses biens. Durant des années, Touvier consacre son énergie, et ses relations ecclésiastiques à obtenir sa grâce auprès du président de la République avec la volonté de recueillir sa part d'héritage, ce que les peines accessoires lui interdisent.
L'élément clé de cette opération est Charles Duquaire, ancien secrétaire du diocèse de Lyon, et proche collaborateur du cardinal Jean-Marie Villot. La rencontre a lieu en 1957, par l'intermédiaire de l'abbé Duben. Personnellement ému par l'histoire de la famille et par le témoignage de Touvier, il fait de la grâce de Paul Touvier la grande affaire de sa vie (avec lui le père Blaise Arminjon, provincial des jésuites entretenant avec Paul Touvier une correspondance suivie, et André Poisson, supérieur de la Grande Chartreuse). Grâce à ce réseau de relations, il parvient à obtenir une grâce du président Georges Pompidou le 23 novembre 1971 après le refus en 1963 de celle du général de Gaulle qui retourne son dossier et auquel on prête les propos suivants: « Touvier ? Douze balles dans la peau ! ».

### Crime contre l'humanité
Cette mesure est rendue publique par L'Express dont un journaliste, Jacques Derogy, enquête de longue date autour du fugitif, et déclenche une tempête. Des victimes déposent de nouvelles plaintes en 1973 pour crimes contre l'humanité, qui sont imprescriptibles. Il s'agit d'une première historique en France, portée par les avocats Joe Nordmann et Ugo Iannucci. Les associations de résistants portent plainte le 9 novembre 1973 contre Touvier pour crime contre l'humanité, ce que justifient l'assassinat des époux Basch et la fusillade de Juifs à Rillieux-la-Pape. Craignant l'arrestation, Paul Touvier disparaît de nouveau,. Par ailleurs les maoïstes de la Gauche prolétarienne, « condamnent » Touvier à mort en 1972. Ils rendent publique cette sentence par le biais de leur journal et chargent son organe de choc, la Nouvelle Résistance Populaire, de l'exécuter, mais Touvier n'est déjà plus là.
Les chambres d’accusation saisies refusent d’ouvrir une instruction, pour cause d'incompétence. La Cour de cassation casse ces décisions en les déclarant compétentes, et valide l’imprescriptibilité des crimes contre l’humanité sur les faits reprochés à Touvier.
L'instruction officielle débute en 1979, dans le cadre de celle menée contre Jean Leguay et c'est le 27 novembre 1981 que la juge d'instruction, Martine Anzani, lance contre lui des mandats d'arrêt. Sentant la pression judiciaire se renforcer, Paul Touvier fait paraître le 19 septembre 1984  dans Le Dauphiné libéré des remerciements nécrologiques à la suite de son pseudo-décès pour tenter de faire diversion mais les poursuites restent ouvertes.
Cependant, les mandats d'arrêt ne sont pas activés, ce qui conduit le juge d'instruction Claude Grellier, le 24 mars 1988, à dessaisir la police qui doute de l'existence du fuyard à cause de ce faux avis de décès, au profit de la gendarmerie nationale. L'enquête est confiée au chef de la section de recherches de gendarmerie de Paris, le lieutenant-colonel Jean-Louis Recordon, féru d'histoire et qui se passionne pour cette traque hors du commun. L'officier de gendarmerie mène d'abord seul l'enquête avant de s'entourer de trois de ses hommes, l'adjudant-chef Philippe Mathy, Dominique Bellanger et Santiago Carmona. Ils obtiennent l'aide des Renseignements généraux après intervention du ministre de l'Intérieur Pierre Joxe.

### Soutien par des membres de l'Église
De nombreux couvents ou monastères reçoivent Paul Touvier et sa famille en fuite. La Grande Chartreuse dans l'Isère, emploie en 1972 un secrétaire qui se fait appeler Paul Berthet, du nom de sa femme. Il est accueilli quelques jours à titre d’hôte, « selon la tradition bénédictine », dans plusieurs abbayes dont Solesmes, Fontgombault, Hautecombe, mais il n’a jamais été hébergé à Wisques. Les Touvier ne cessent de changer de lieu, vivant dans la crainte d’une trahison. Plusieurs fois, les juges d'instruction Martine Anzani, puis Claude Grellier croient avoir localisé les fugitifs.

#### Les chevaliers de Notre-Dame
Le 15 mars 1989, un article du Canard enchaîné, titré « La soutane connexion qui protège depuis 45 ans un criminel de guerre français », met en cause les chevaliers de Notre-Dame, fondés par dom Gérard Lafond (mort en 2010) et fait le rapprochement avec la troupe scoute de Stéphane Vautherin qui s'est autoproclamé aumônier de la Milice de Lyon en 1943. Le journal satirique rappelle que le père de Gérard Lafond, Jean Lafond, ancien directeur du Journal de Rouen, a été accusé de collaboration à la Libération. Son autre fils, Étienne Lafond, commandeur de la Légion d’honneur au titre de la Résistance (réseau Alliance),, est un rescapé des camps de Buchenwald, Dora et Ellrich.
L’ordre des chevaliers de Notre-Dame est à l’origine d’une association autonome, la Fraternité Notre-Dame de la Merci pour l’aide aux prisonniers et à leurs familles. C’est à ce titre que le président de cette association, Jean Pierre Lefebvre (ancien Waffen-SS de la division Charlemagne), a aidé financièrement Touvier et sa famille,.

### Circonstances de l'arrestation
Avec l'accord du juge Jean-Pierre Getti, le colonel Recordon place les principaux dirigeants des chevaliers de Notre-Dame sur écoutes téléphoniques, y ajoutant Gérard Lafond, devenu en décembre 1985, supérieur, puis père abbé de l’abbaye Saint-Paul de Wisques, dans le Pas-de-Calais, et qui, depuis cette date, ne joue plus aucun rôle actif au sein de l’Abbaye qu’il a fondée, ainsi que Jean-Pierre Lefebvre, ancien de la division Charlemagne devenu par la suite un chrétien fervent, visiteur de prison et président de l’association N.-D. de la Merci à Paris. À la suite de l'article du Canard enchaîné, et du trouble provoqué par cette affaire parmi les chevaliers de Notre-Dame, les gendarmes engrangent assez d'informations pour passer à l'action.
Le 22 mai 1989, les gendarmes de la section de recherches de Paris perquisitionnent l'abbaye de Wisques, sans qu'y soient trouvées de traces de Touvier, puis le domicile de Jean-Pierre Lefebvre. En suivant la piste de l’argent versé par la Fraternité N.-D. de la Merci, les gendarmes remontent à Geneviève Penou, ancienne secrétaire de l'abbé Duben, qui avait épousé l'ancien milicien en 1947 et lui a apporté par la suite un appui constant. Geneviève Penou est responsable de l'aumônerie de l'éducation spécialisée, un organisme rattaché à la Conférence des évêques de France et logé par le Secours catholique. Une quarantaine de gendarmes investissent l'abbaye traditionaliste de Saint-Michel-en-Brenne, où une partie des bagages de Touvier se trouve encore. À la suite des aveux de l'aumônier de cette abbaye, Recordon et ses hommes se rendent au prieuré traditionaliste Saint-Joseph à Nice, où Paul Touvier se cache (sous le nom de Paul Lacroix) avec sa famille. Il y est arrêté le 24 mai 1989.

### Procès pour crime contre l’humanité
À la suite de son arrestation, Paul Touvier confie sa défense à maître Jacques Trémolet de Villers, ancien collaborateur de Jean-Louis Tixier-Vignancour et figure des milieux royalistes et catholiques.
Le 13 avril 1992, la chambre d’accusation de la Cour d'appel de Paris rend un non-lieu basé sur l'interprétation de la définition du crime contre l'humanité donnée par l'arrêt de la chambre criminelle de la Cour de cassation du 20 décembre 1985, à propos du procès Barbie. Celle-ci précisait que le crime devait avoir été commis « au nom d'un État pratiquant une politique d'hégémonie idéologique »,. Le tribunal considéra que, Vichy n’ayant pas pratiqué une telle politique, ses fonctionnaires ne peuvent être jugés comme ceux du Troisième Reich. De plus, Vichy ne définissait pas les Juifs comme des ennemis de l’État. Une vive émotion s'ensuit, d’autant que les trois juges de la chambre d’accusation étaient connus pour leurs sympathies de droite et s'étaient inspirés explicitement des écrits de Trémolet de Villers tendant à réhabiliter le régime de Vichy. Le procureur général près la cour d'appel de Paris Pierre Truche forme alors un pourvoi contre cette décision auprès de la Cour de cassation,. Celle-ci casse l'arrêt de non-lieu le 27 novembre en se basant sur l’article 6 du Statut portant création du Tribunal de Nuremberg, Touvier étant donc complice de la Gestapo,,. Paul Touvier est renvoyé devant la cour d'assises des Yvelines à Versailles, où il comparaît enfermé dans un box en verre fumé et blindé — protection contre un éventuel attentat — du 17 mars au 20 avril 1994, pour complicité de crime contre l'humanité.

Les débats provoquèrent de la gêne : en effet, l’arrêt de la Cour de cassation supposait qu’on pouvait poursuivre un Français qui avait commis un crime pour le compte de l’Allemagne ; mais que si ce Français n’avait fait qu’obéir à Vichy, il était absous,. Cet arrêt entraîna un renversement du mode de preuve. Depuis vingt ans, l’accusation avait réuni des preuves que Touvier agissait sur ordre de Vichy, et Touvier se défendait en disant qu’il n’avait agi que sous la contrainte du chef de la Gestapo. Finalement, c’est cette défense qui servit à le faire condamner. De plus, des témoins qui avaient affirmé lors de l'instruction que Touvier agissait de son propre chef ou appliquait des ordres de Vichy, dirent au procès qu’il obéissait aux Allemands. La condamnation de Touvier ne fut possible qu’en déformant la vérité historique,. Mais l’extrémisme idéologique certain de Touvier facilita les choses avec l'accès à son journal de fuite découvrant son antisémitisme, contrairement au procès Papon. Enfin, la gêne venait aussi du fait que la définition du crime contre l'humanité retenue exonérait les fonctionnaires de Vichy, et escamotait le débat sur la nature du régime de Vichy,. Pour Éric Conan et Henry Rousso : 

« Paul Touvier a été condamné. Et c'est bien ainsi. La France aura eu son procès pour crime contre l'humanité : on ne l'accusera plus de fuir son passé, à moins de se montrer d'une mauvaise foi considérable. Il n'en reste pas moins que Paul Touvier a sans doute été condamné sur un mensonge. Il est vrai que c'était le sien. »

Lesquels auteurs citent aussi Simone Veil en rappelant son implication constante pour l'entretien du souvenir du Génocide mais sa fidélité au principe qu'elle défend depuis l'extradition de Klaus Barbie : 

« J'ai toujours pensé que le travail des historiens apporterait plus que des procès tardifs, surtout compte tenu de l'interprétation donnée au concept de « crime contre l'humanité ». La dramatisation qui intervient lors d'un procès, grâce à une certaine personnalisation, a sans doute un effet émotionnel plus grand. Mais en tant qu'ancien magistrat, je reste perplexe quant aux moyens et à la valeur d'exemplarité d'une justice qui intervient longtemps après les crimes, alors que les témoins n'ont plus toujours des souvenirs très précis, que les magistrats et les jurés ont du mal à comprendre le contexte des faits incriminés. Même Touvier a aujourd'hui l'air d'un homme âgé qui peut paraître pitoyable et qui fait oublier l'homme jeune et… impitoyable. […] Je reste cependant réservée quant à la notion d'imprescriptibilité, même pour des crimes contre l'humanité,. »

Au terme des débats, Touvier est condamné, comme Klaus Barbie, à la réclusion criminelle à perpétuité le 20 avril 1994,,. Le procès Touvier est l'un des quatre procès filmés en vertu de la loi du 11 juillet 1985 tendant à la constitution d'archives audiovisuelles de la Justice. Par la suite, le 1er juin 1995, son pourvoi est rejeté par la Cour de cassation.

### Mort
Paul Touvier meurt d'un cancer de la prostate généralisé à la prison de Fresnes le 17 juillet 1996 à l'âge de 81 ans, après le rejet de ses deux recours en grâce médicale auprès du président de la République.
Le 25 juillet, une messe est célébrée pour ses obsèques à Paris en l'église Saint-Nicolas-du-Chardonnet. Le prêtre traditionaliste Philippe Laguérie y exprime son soutien à l'ancien milicien en fustigeant la Troisième République, les médias, la partie civile, la LICRA, et « minimise les responsabilités » de Touvier en le présentant comme une « âme délicate, sensible et nuancée ». Le prêtre déclare qu'« il vaut mieux tomber entre les mains de la justice de Dieu qu'entre celles des hommes qui ne pardonnent jamais […], même cinquante ans après »,.
Monique Berthet, épouse de Paul Touvier, est inhumée en février 2018 à Mérigny, commune limitrophe de Fontgombault, après une cérémonie au sein de la Fraternité de la Transfiguration, une communauté religieuse catholique proche de la Fraternité sacerdotale Saint-Pie-X.
Initialement inhumé à Fresnes, Paul Touvier repose aux côtés de son épouse Monique Berthet, à Mérigny.
Le 19 avril 2024, le ministre de la Justice annonce l'ouverture anticipée des archives relatives au procès de Paul Touvier, à l'occasion du trentième anniversaire de sa condamnation.

### Documentaires et films
- Faites entrer l'accusé, présenté par Christophe Hondelatte, d'Agnès Hubschman, réalisé par Bernard Faroux, en février 2007 et août 2008, « Paul Touvier, la traque », sur France 2, et le 9 mai 2011 sur Planète justice[85].
- Mr Zeizig , réalisé par Christian Tran, en 1994[86].

Fictions
- Monsieur Paul, téléfilm réalisé en 2016 par Olivier Schatzky, avec François Morel (Paul Touvier), Laurent Gerra (Franck Jourdan). Le téléfilm retrace la traque de Paul Touvier, en 1972, par un journaliste de l'Express.
- Crime contre l'humanité, film réalisé par Norman Jewison, où Michael Caine joue le rôle de Pierre Brossard, inspiré par Paul Touvier.

### Émissions radio
- Rendez-vous avec X. Deux émissions consécutives ont été consacrées à l'affaire Touvier et diffusées le 14 janvier et le 21 janvier 2006 sur France Inter.
- Affaires sensibles, « L'affaire Paul Touvier », 12 juin 2023 sur France Inter.
- l'heure du crime, 8 mai 2025 sur RTL.